# Liga Federal Femenina de Voleibol Argentino de 2024
La Liga Federal Femenina de Voleibol Argentino de 2024 fue la temporada correspondiente a ese año de la segunda división nacional para clubes de voley femenino en dicho país. El torneo fue organizado por la Federación del Voleibol Argentino (FeVA) y en esta edición participaron veintiún equipos, disputándose entre el 2 y el 11 de febrero de 2024 en la ciudad de Santa Fe.
El torneo otorgó dos ascensos a la Liga Femenina de Voleibol Argentino.

## Equipos participantes
Los equipos que participaron en esta edición fueron:
| - Normal 3 (Rosario) - Gimnasia y Tiro (Salta) - Club Universitario de Córdoba - Club Brujas (Misiones) - Selección Juvenil Argentina - Club Bell (Bell Ville) - Ateneo Voley (Catamarca) - Unión (Santa Fe) - Armonía (Colón, Entre Ríos) - San Isidro (San Francisco (Córdoba)) - Laprida Voley (Comodoro Rivadavia) | - Liniers de Bahía Blanca - San Martín (Mendoza) - San Carlos (Mendoza) - Atlético San Jorge (Santa Fe) - Defensores de Catamarca - D. Mercantil - Salta Voley - Bahiense del Norte - Echagüe (Paraná) - San Martín Porres (Mendoza) - U. San Guillermo - Instituto (Córdoba) |

## Formato de competencia
En una primera etapa, los equipos fueron distribuidos en cuatro grupos, donde jugaron en un sistema de todos contra todos de cara a la siguiente ronda. Los mejores cuatro de cada grupo ingresaron a una ronda de eliminación a partido único. Los últimos de cada grupo y la selección menor pasaron a una nueva zona donde se enfrentaron todos contra todos para definir los puestos del 17.º al 21.º.

## Resultados

### Zona 1
| Pos. | Equipo                   | Pts | Partidos | Partidos | Partidos | Sets | Sets | Sets | Puntos | Puntos | Puntos |
| Pos. | Equipo                   | Pts | PJ       | PG       | PP       | SG   | SP   | SR   | PG     | PP     | PR     |
| ---- | ------------------------ | --- | -------- | -------- | -------- | ---- | ---- | ---- | ------ | ------ | ------ |
| 1.º  | Escuela Normal N°3       | 12  | 4        | 4        | 0        | 12   | 0    | -    | 302    | 201    | 1.502  |
| 2.º  | C.A. y B. Bell           | 9   | 4        | 3        | 1        | 9    | 3    | 3.00 | 281    | 263    | 1.068  |
| 3.º  | Gimnasia y Tiro de Salta | 4   | 4        | 2        | 2        | 6    | 10   | 0.60 | 312    | 341    | 0.915  |
| 4.º  | Bahiense del Norte       | 4   | 4        | 1        | 3        | 5    | 10   | 0.50 | 313    | 335    | 0.934  |
| 5.º  | Brujas Misiones          | 1   | 4        | 0        | 4        | 3    | 12   | 0.25 | 293    | 361    | 0.812  |

|  |                               |
|  | Clasificados a los play-offs. |

| 03/02/2024 - 09:00 | C.A. y B. Bell | 3 - 0   | Gimnasia y Tiro de Salta | Club Banco Provincial, Santa Fe |  |
|                    |                | Reporte |                          |                                 |  |

| 03/02/2024 - 09:00 | Escuela Normal N°3 | 3 - 0   | Bahiense del Norte | C.A.Villa Dora Cancha 1, Santa Fe |  |
|                    |                    | Reporte |                    |                                   |  |

| 04/02/2024 - 10:30 | Brujas Misiones | 2 - 3   | Gimnasia y Tiro de Salta | Club Banco Provincial, Santa Fe |  |
|                    |                 | Reporte |                          |                                 |  |

| 04/02/2024 - 10:30 | C.A. y B. Bell | 0 - 3   | Escuela Normal N°3 | C.A.Villa Dora Cancha 2, Santa Fe |  |
|                    |                | Reporte |                    |                                   |  |

| 05/02/2024 - 09:00 | Bahiense del Norte | 3 - 1   | Brujas Misiones | C.A.Villa Dora Cancha 1, Santa Fe |  |
|                    |                    | Reporte |                 |                                   |  |

| 05/02/2024 - 09:00 | Gimnasia y Tiro de Salta | 0 - 3   | Escuela Normal N°3 | C.A.Villa Dora Cancha 2, Santa Fe |  |
|                    |                          | Reporte |                    |                                   |  |

| 06/02/2024 - 10:30 | Brujas Misiones | 0 - 3   | Escuela Normal N°3 | C.A.Villa Dora Cancha 1, Santa Fe |  |
|                    |                 | Reporte |                    |                                   |  |

| 06/02/2024 - 10:30 | C.A. y B. Bell | 3 - 0   | Bahiense del Norte | C.A.Villa Dora Cancha 2, Santa Fe |  |
|                    |                | Reporte |                    |                                   |  |

| 07/02/2024 - 09:00 | Gimnasia y Tiro de Salta | 3 - 2                                     | Bahiense del Norte | C.A.Villa Dora Cancha 1, Santa Fe |  |
|                    |                          | ( 25/21 21/25 25/13 21/25 15/12 ) Reporte |                    |                                   |  |

| 07/02/2024 - 10:30 | C.A. y B. Bell | 3 - 0                         | Brujas Misiones | C.A.Villa Dora Cancha 1, Santa Fe |  |
|                    |                | ( 25/16 29/27 25/21 ) Reporte |                 |                                   |  |

### Zona 2
| Pos. | Equipo                | Pts | Partidos | Partidos | Partidos | Sets | Sets | Sets | Puntos | Puntos | Puntos |
| Pos. | Equipo                | Pts | PJ       | PG       | PP       | SG   | SP   | SR   | PG     | PP     | PR     |
| ---- | --------------------- | --- | -------- | -------- | -------- | ---- | ---- | ---- | ------ | ------ | ------ |
| 1.º  | Instituto (Córdoba)   | 12  | 4        | 4        | 0        | 12   | 0    | -    | 301    | 191    | 1.576  |
| 2.º  | Club Atlético Unión   | 9   | 4        | 3        | 1        | 9    | 3    | 3.00 | 283    | 233    | 1.215  |
| 3.º  | Ateneo Mariano Moreno | 5   | 4        | 2        | 2        | 6    | 8    | 0.75 | 292    | 309    | 0.945  |
| 4.º  | San Martin de Mendoza | 3   | 4        | 1        | 3        | 3    | 10   | 0.30 | 265    | 299    | 0.886  |
| 5.º  | Amigos de Laprida     | 1   | 4        | 0        | 4        | 3    | 12   | 0.25 | 250    | 359    | 0.696  |

|  |                               |
|  | Clasificados a los play-offs. |

| 03/02/2024 - 19:30 | Instituto | 3 - 0   | Amigos de Laprida | C.A.Villa Dora Cancha 1, Santa Fe |  |
|                    |           | Reporte |                   |                                   |  |

| 03/02/2024 - 19:30 | San Martin de Mendoza | 0 - 3   | Club Atlético Unión | Club Banco Provincial, Santa Fe |  |
|                    |                       | Reporte |                     |                                 |  |

| 04/02/2024 - 17:00 | Instituto | 3 - 0   | Club Atlético Unión | C.A.Villa Dora Cancha 1, Santa Fe |  |
|                    |           | Reporte |                     |                                   |  |

| 04/02/2024 - 18:00 | Ateneo Mariano Moreno | 3 - 2   | Amigos de Laprida | C.A.Villa Dora Cancha 2, Santa Fe |  |
|                    |                       | Reporte |                   |                                   |  |

| 05/02/2024 - 10:30 | San Martin de Mendoza | 3 - 1   | Amigos de Laprida | C.A.Villa Dora Cancha 1, Santa Fe |  |
|                    |                       | Reporte |                   |                                   |  |

| 05/02/2024 - 10:30 | Instituto | 3 - 0   | Ateneo Mariano Moreno | C.A.Villa Dora Cancha 2, Santa Fe |  |
|                    |           | Reporte |                       |                                   |  |

| 06/02/2024 - 09:00 | Ateneo Mariano Moreno | 3 - 0   | San Martin de Mendoza | C.A.Villa Dora Cancha 1, Santa Fe |  |
|                    |                       | Reporte |                       |                                   |  |

| 06/02/2024 - 19:30 | Club Atlético Unión | 3 - 0   | Amigos de Laprida | C.A.Villa Dora Cancha 2, Santa Fe |  |
|                    |                     | Reporte |                   |                                   |  |

| 07/02/2024 - 10:30 | Instituto | 3 - 0   | San Martín de Mendoza | C.A.Villa Dora Cancha 2, Santa Fe |  |
|                    |           | Reporte |                       |                                   |  |

| 07/02/2024 - 19:30 | Club Atlético Unión | 3 - 0   | Ateneo Mariano Moreno | C.A.Villa Dora Cancha 2, Santa Fe |  |
|                    |                     | Reporte |                       |                                   |  |

### Zona 3
| Pos. | Equipo                             | Pts | Partidos | Partidos | Partidos | Sets | Sets | Sets | Puntos | Puntos | Puntos |
| Pos. | Equipo                             | Pts | PJ       | PG       | PP       | SG   | SP   | SR   | PG     | PP     | PR     |
| ---- | ---------------------------------- | --- | -------- | -------- | -------- | ---- | ---- | ---- | ------ | ------ | ------ |
| 1.º  | La Armonia                         | 11  | 4        | 4        | 0        | 12   | 4    | 3.00 | 386    | 324    | 1.191  |
| 2.º  | Salta Vóley                        | 8   | 4        | 3        | 1        | 9    | 5    | 1.80 | 312    | 299    | 1.044  |
| 3.º  | C. A. San Isidro                   | 7   | 4        | 2        | 2        | 9    | 7    | 1.29 | 363    | 341    | 1.064  |
| 4.º  | Municipalidad San Carlos (Mendoza) | 4   | 4        | 1        | 3        | 5    | 10   | 0.50 | 292    | 353    | 0.827  |
| 5.º  | Atlético San Jorge                 | 0   | 4        | 0        | 4        | 3    | 12   | 0.25 | 325    | 361    | 0.900  |

|  |                               |
|  | Clasificados a los play-offs. |

| 03/02/2024 - 18:00 | Atl. San Jorge | 1 - 3   | La Armonía | C.A.Villa Dora Cancha 1, Santa Fe |  |
|                    |                | Reporte |            |                                   |  |

| 03/02/2024 - 18:00 | C. A. San Isidro | 2 - 3   | Salta Vóley | Club Banco Provincial, Santa Fe |  |
|                    |                  | Reporte |             |                                 |  |

| 03/02/2024 - 18:00 | Municipalidad San Carlos (Mendoza) | 1 - 3   | Selección Argentina Menor | C.A.Villa Dora Cancha 2, Santa Fe |  |
|                    |                                    | Reporte |                           |                                   |  |

| 04/02/2024 - 18:00 | Salta Vóley | 0 - 3   | La Armonía | Club Banco Provincial, Santa Fe |  |
|                    |             | Reporte |            |                                 |  |

| 04/02/2024 - 19:30 | C. A. San Isidro | 3 - 0   | Municipalidad San Carlos (Mendoza) | Club Banco Provincial, Santa Fe |  |
|                    |                  | Reporte |                                    |                                 |  |

| 04/02/2024 - 19:30 | Atl. San Jorge | 3 - 0   | Selección Argentina Menor | C.A.Villa Dora Cancha 2, Santa Fe |  |
|                    |                | Reporte |                           |                                   |  |

| 05/02/2024 - 19:30 | Atl. San Jorge | 1 - 3   | C. A. San Isidro | Club Banco Provincial, Santa Fe |  |
|                    |                | Reporte |                  |                                 |  |

| 05/02/2024 - 19:30 | Salta Vóley | 3 - 0   | Municipalidad San Carlos (Mendoza) | C.A.Villa Dora Cancha 1, Santa Fe |  |
|                    |             | Reporte |                                    |                                   |  |

| 05/02/2024 - 19:30 | La Armonía | 3 - 2   | Selección Argentina Menor | C.A.Villa Dora Cancha 2, Santa Fe |  |
|                    |            | Reporte |                           |                                   |  |

| 06/02/2024 - 18:00 | Atl. San Jorge | 1 - 3   | Municipalidad San Carlos (Mendoza) | Club Banco Provincial, Santa Fe |  |
|                    |                | Reporte |                                    |                                 |  |

| 06/02/2024 - 18:00 | C. A. San Isidro | 1 - 3   | La Armonía | C.A.Villa Dora Cancha 2, Santa Fe |  |
|                    |                  | Reporte |            |                                   |  |

| 06/02/2024 - 18:00 | Salta Vóley | 3 - 1   | Selección Argentina Menor | C.A.Villa Dora Cancha 1, Santa Fe |  |
|                    |             | Reporte |                           |                                   |  |

| 07/02/2024 - 18:00 | Atl. San Jorge | 0 - 3   | Salta Vóley | Club Banco Provincial, Santa Fe |  |
|                    |                | Reporte |             |                                 |  |

| 07/02/2024 - 18:00 | La Armonía | 3 - 2   | Municipalidad San Carlos (Mendoza) | C.A.Villa Dora Cancha 2, Santa Fe |  |
|                    |            | Reporte |                                    |                                   |  |

| 07/02/2024 - 18:00 | C. A. San Isidro | 3 - 0   | Selección Argentina Menor | C.A.Villa Dora Cancha 1, Santa Fe |  |
|                    |                  | Reporte |                           |                                   |  |

### Zona 4
| Pos. | Equipo                     | Pts | Partidos | Partidos | Partidos | Sets | Sets | Sets | Puntos | Puntos | Puntos |
| Pos. | Equipo                     | Pts | PJ       | PG       | PP       | SG   | SP   | SR   | PG     | PP     | PR     |
| ---- | -------------------------- | --- | -------- | -------- | -------- | ---- | ---- | ---- | ------ | ------ | ------ |
| 1.º  | San Martin de Porres       | 11  | 4        | 4        | 0        | 12   | 2    | 6.00 | 332    | 281    | 1.182  |
| 2.º  | Unión San Guillermo        | 8   | 4        | 2        | 2        | 10   | 7    | 1.43 | 383    | 345    | 1.110  |
| 3.º  | Echagüe                    | 7   | 4        | 3        | 1        | 9    | 8    | 1.12 | 353    | 356    | 0.992  |
| 4.º  | Club Universitario Córdoba | 3   | 4        | 1        | 3        | 4    | 9    | 0.44 | 284    | 292    | 0.973  |
| 5.º  | Liniers Bahía Blanca       | 1   | 4        | 0        | 4        | 3    | 12   | 0.25 | 272    | 350    | 0.777  |

|  |                               |
|  | Clasificados a los play-offs. |

| 03/02/2024 - 10:30 | Club Universitario Córdoba | 1 - 3   | Echagüe | Club Banco Provincial, Santa Fe |  |
|                    |                            | Reporte |         |                                 |  |

| 03/02/2024 - 10:30 | San Martin de Porres | 3 - 0   | Liniers Bahía Blanca | C.A.Villa Dora Cancha 1, Santa Fe |  |
|                    |                      | Reporte |                      |                                   |  |

| 04/02/2024 - 09:00 | Echagüe | 3 - 2   | Liniers Bahía Blanca | Club Banco Provincial, Santa Fe |  |
|                    |         | Reporte |                      |                                 |  |

| 04/02/2024 - 09:00 | Club Universitario Córdoba | 0 - 3   | Unión San Guillermo | C.A.Villa Dora Cancha 2, Santa Fe |  |
|                    |                            | Reporte |                     |                                   |  |

| 05/02/2024 - 18:00 | Club Universitario Córdoba | 0 - 3   | San Martín de Porres | Club Banco Provincial, Santa Fe |  |
|                    |                            | Reporte |                      |                                 |  |

| 05/02/2024 - 18:00 | Echagüe | 3 - 2   | Unión San Guillermo | C.A.Villa Dora Cancha 1, Santa Fe |  |
|                    |         | Reporte |                     |                                   |  |

| 06/02/2024 - 19:30 | Unión San Guillermo | 3 - 1   | Liniers Bahía Blanca | Club Banco Provincial, Santa Fe |  |
|                    |                     | Reporte |                      |                                 |  |

| 06/02/2024 - 19:30 | San Martin de Porres | 3 - 0   | Echagüe | C.A.Villa Dora Cancha 1, Santa Fe |  |
|                    |                      | Reporte |         |                                   |  |

| 07/02/2024 - 19:30 | San Martin de Porres | 3 - 2   | Unión San Guillermo | Club Banco Provincial, Santa Fe |  |
|                    |                      | Reporte |                     |                                 |  |

| 07/02/2024 - 19:30 | Club Universitario Córdoba | 3 - 0   | Liniers Bahía Blanca | C.A.Villa Dora Cancha 1, Santa Fe |  |
|                    |                            | Reporte |                      |                                   |  |

## Zona 5 (Puestos del 17 al 21.º)
| Pos. | Equipo                    | Pts | Partidos | Partidos | Partidos | Sets | Sets | Sets | Puntos | Puntos | Puntos |
| Pos. | Equipo                    | Pts | PJ       | PG       | PP       | SG   | SP   | SR   | PG     | PP     | PR     |
| ---- | ------------------------- | --- | -------- | -------- | -------- | ---- | ---- | ---- | ------ | ------ | ------ |
| 1.º  | Brujas Misiones           | 10  | 4        | 4        | 0        | 12   | 4    | 3.00 | 363    | 328    | 1.107  |
| 2.º  | Liniers Bahía Blanca      | 9   | 4        | 3        | 1        | 11   | 6    | 1.83 | 388    | 353    | 1.099  |
| 3.º  | Selección Argentina Menor | 6   | 4        | 2        | 2        | 7    | 6    | 1.17 | 311    | 290    | 1.072  |
| 4.º  | Atl. San Jorge            | 5   | 4        | 1        | 3        | 7    | 10   | 0.70 | 368    | 379    | 0.971  |
| 5.º  | Amigos de Laprida         | 0   | 4        | 0        | 4        | 1    | 12   | 0.08 | 240    | 320    | 0.750  |

| 08/02/2024 - 18:00 | Brujas Misiones | 3 - 0                         | Selección Argentina Menor | Club Banco Provincial, Santa Fe |  |
|                    |                 | ( 27/25 25/23 26/24 ) Reporte |                           |                                 |  |

| 08/02/2024 - 19:30 | Amigos de Laprida | 1 - 3   | Atl. San Jorge | Club Banco Provincial, Santa Fe |  |
|                    |                   | Reporte |                |                                 |  |

| 09/02/2024 - 18:00 | Liniers Bahía Blanca | 3 - 1   | Selección Argentina Menor | Club Banco Provincial, Santa Fe |  |
|                    |                      | Reporte |                           |                                 |  |

| 09/02/2024 - 19:30 | Brujas Misiones | 3 - 2   | Atl. San Jorge | Club Banco Provincial, Santa Fe |  |
|                    |                 | Reporte |                |                                 |  |

| 10/02/2024 - 09:00 | Liniers Bahía Blanca | 3 - 0   | Amigos de Laprida | Club Banco Provincial, Santa Fe |  |
|                    |                      | Reporte |                   |                                 |  |

| 10/02/2024 - 10:30 | Atl. San Jorge | 0 - 3   | Selección Argentina Menor | Club Banco Provincial, Santa Fe |  |
|                    |                | Reporte |                           |                                 |  |

| 10/02/2024 - 18:00 | Brujas Misiones | 3 - 0   | Amigos de Laprida | Club Banco Provincial, Santa Fe |  |
|                    |                 | Reporte |                   |                                 |  |

| 10/02/2024 - 19:30 | Liniers Bahía Blanca | 3 - 2   | Atl. San Jorge | Club Banco Provincial, Santa Fe |  |
|                    |                      | Reporte |                |                                 |  |

| 11/02/2024 - 09:00 | Amigos de Laprida | 0 - 3                        | Selección Argentina Menor | Club Banco Provincial, Santa Fe |  |
|                    |                   | ( 18/25 9/25 15/25 ) Reporte |                           |                                 |  |

| 11/02/2024 - 10:30 | Liniers Bahía Blanca | 2 - 3                                     | Brujas Misiones | Club Banco Provincial, Santa Fe |  |
|                    |                      | ( 25/23 25/16 19/25 20/25 13/15 ) Reporte |                 |                                 |  |

## Play-off del 9º al 16º puesto
|  | Cuartos de final           | Cuartos de final |                            |                       | Semifinales | Semifinales |  |            | Final      | Final      |  |
|  | 9/02/2024                  | 9/02/2024        |                            |                       | 10/02/2024  | 10/02/2024  |  |            | 11/02/2024 | 11/02/2024 |  |
|  |                            |                  |                            |                       |             |             |  |            |            |            |  |
|  |                            |                  |                            |                       |             |             |  |            |            |            |  |
|  | La Armonía                 | 3                |                            |                       |             |             |  |            |            |            |  |
|  | La Armonía                 | 3                |                            |                       |             |             |  |            |            |            |  |
|  | Gimnasia y Tiro Salta      | 2                |                            |                       |             |             |  |            |            |            |  |
|  | Gimnasia y Tiro Salta      | 2                |                            | La Armonía            | 3           |             |  |            |            |            |  |
|  |                            |                  |                            | La Armonía            | 3           |             |  |            |            |            |  |
|  |                            |                  | Echagüe                    | 1                     |             |             |  |            |            |            |  |
|  | San Martín de Mendoza      | 2                | Echagüe                    | 1                     |             |             |  |            |            |            |  |
|  | San Martín de Mendoza      | 2                |                            |                       |             |             |  |            |            |            |  |
|  | Echagüe                    | 3                |                            |                       |             |             |  |            |            |            |  |
|  | Echagüe                    | 3                |                            |                       |             |             |  | La Armonía | 3          |            |  |
|  |                            |                  |                            |                       |             |             |  | La Armonía | 3          |            |  |
|  |                            |                  | Club Universitario Córdoba | 0                     |             |             |  |            |            |            |  |
|  | Mun. San Carlos (Mendoza)  | 0                | Club Universitario Córdoba | 0                     |             |             |  |            |            |            |  |
|  | Mun. San Carlos (Mendoza)  | 0                |                            |                       |             |             |  |            |            |            |  |
|  | Ateneo Mariano Moreno      | 3                |                            |                       |             |             |  |            |            |            |  |
|  | Ateneo Mariano Moreno      | 3                |                            | Ateneo Mariano Moreno | 0           |             |  |            |            |            |  |
|  |                            |                  |                            | Ateneo Mariano Moreno | 0           |             |  |            |            |            |  |
|  |                            |                  | Club Universitario Córdoba | 3                     |             |             |  |            |            |            |  |
|  | Club Universitario Córdoba | 3                | Club Universitario Córdoba | 3                     |             |             |  |            |            |            |  |
|  | Club Universitario Córdoba | 3                |                            |                       |             |             |  |            |            |            |  |
|  | C.A. San Isidro            | 2                |                            |                       |             |             |  |            |            |            |  |
|  | C.A. San Isidro            | 2                |                            |                       |             |             |  |            |            |            |  |
|  |                            |                  |                            |                       |             |             |  |            |            |            |  |

### Resultados

#### Cuartos de final 9º al 16º puesto
| 09/02/2024 - 09:00 | La Armonia | 3 - 2                                     | Gimnasia y Tiro de Salta | C.A.Villa Dora Cancha 1, Santa Fe |  |
|                    |            | ( 22/25 25/23 25/18 22/25 15/11 ) Reporte |                          |                                   |  |

| 09/02/2024 - 09:00 | San Martin de Mendoza | 2 - 3   | Echagüe | C.A.Villa Dora Cancha 2, Santa Fe |  |
|                    |                       | Reporte |         |                                   |  |

| 09/02/2024 - 10:30 | Muni. San Carlos (Mendoza) | 0 - 3   | Ateneo Mariano Moreno | C.A.Villa Dora Cancha 1, Santa Fe |  |
|                    |                            | Reporte |                       |                                   |  |

| 09/02/2024 - 10:30 | Club Universitario Córdoba | 3 - 2   | C. A. San Isidro | C.A.Villa Dora Cancha 2, Santa Fe |  |
|                    |                            | Reporte |                  |                                   |  |

#### Semifinales del 13 al 16.º puesto
| 10/02/2024 - 09:00 | Gimnasia y Tiro de Salta | 0 - 3   | San Martin de Mendoza | C.A.Villa Dora Cancha 1, Santa Fe |  |
|                    |                          | Reporte |                       |                                   |  |

| 10/02/2024 - 09:00 | Muni. San Carlos (Mendoza) | 0 - 3   | C. A. San Isidro | C.A.Villa Dora Cancha 2, Santa Fe |  |
|                    |                            | Reporte |                  |                                   |  |

#### Partido por el 15.º puesto
| 11/02/2024 - 09:00 | Gimnasia y Tiro de Salta | 3 - 1   | Muni. San Carlos (Mendoza) | C.A.Villa Dora Cancha 2, Santa Fe |  |
|                    |                          | Reporte |                            |                                   |  |

#### Partido por el 13.º puesto
| 11/02/2024 - 09:00 | San Martin de Mendoza | 1 - 3   | C. A. San Isidro | C.A.Villa Dora Cancha 1, Santa Fe |  |
|                    |                       | Reporte |                  |                                   |  |

#### Semifinales del 9 al 12.º puesto
| 10/02/2024 - 10:30 | La Armonia | 3 - 1   | Echagüe | C.A.Villa Dora Cancha 1, Santa Fe |  |
|                    |            | Reporte |         |                                   |  |

| 10/02/2024 - 10:30 | Ateneo Mariano Moreno | 0 - 3   | Club Universitario Córdoba | C.A.Villa Dora Cancha 2, Santa Fe |  |
|                    |                       | Reporte |                            |                                   |  |

#### Partido por el 11.º puesto
| 11/02/2024 - 10:30 | Echagüe | 0 - 3                         | Ateneo Mariano Moreno | C.A.Villa Dora Cancha 2, Santa Fe |  |
|                    |         | ( 16/25 23/25 22/25 ) Reporte |                       |                                   |  |

#### Partido por el 9.º puesto
| 11/02/2024 - 10:30 | La Armonia | 3 - 0                         | Club Universitario Córdoba | C.A.Villa Dora Cancha 2, Santa Fe |  |
|                    |            | ( 25/23 25/21 25/14 ) Reporte |                            |                                   |  |

## Play-offs
|  | Octavos de final           | Octavos de final |                     |                      | Cuartos de final | Cuartos de final |  |           | Semifinales | Semifinales |           |              | Final        | Final |  |
|  |                            |                  |                     |                      |                  |                  |  |           |             |             |           |              |              |       |  |
|  |                            |                  |                     |                      |                  |                  |  |           |             |             |           |              |              |       |  |
|  | La Armonía                 | 1                |                     |                      |                  |                  |  |           |             |             |           |              |              |       |  |
|  | La Armonía                 | 1                |                     |                      |                  |                  |  |           |             |             |           |              |              |       |  |
|  | Bahiense del Norte         | 3                |                     |                      |                  |                  |  |           |             |             |           |              |              |       |  |
|  | Bahiense del Norte         | 3                |                     | Unión SF             | 3                |                  |  |           |             |             |           |              |              |       |  |
|  |                            |                  |                     | Unión SF             | 3                |                  |  |           |             |             |           |              |              |       |  |
|  |                            |                  | Bahiense del Norte  | 0                    |                  |                  |  |           |             |             |           |              |              |       |  |
|  | Unión SF                   | 3                | Bahiense del Norte  | 0                    |                  |                  |  |           |             |             |           |              |              |       |  |
|  | Unión SF                   | 3                |                     |                      |                  |                  |  |           |             |             |           |              |              |       |  |
|  | Gimnasia y Tiro Salta      | 1                |                     |                      |                  |                  |  |           |             |             |           |              |              |       |  |
|  | Gimnasia y Tiro Salta      | 1                |                     |                      |                  |                  |  | Unión SF  | 0           |             |           |              |              |       |  |
|  |                            |                  |                     |                      |                  |                  |  | Unión SF  | 0           |             |           |              |              |       |  |
|  |                            |                  | Instituto           | 3                    |                  |                  |  |           |             |             |           |              |              |       |  |
|  | Instituto                  | 3                | Instituto           | 3                    |                  |                  |  |           |             |             |           |              |              |       |  |
|  | Instituto                  | 3                |                     |                      |                  |                  |  |           |             |             |           |              |              |       |  |
|  | San Martín (Mendoza)       | 1                |                     |                      |                  |                  |  |           |             |             |           |              |              |       |  |
|  | San Martín (Mendoza)       | 1                |                     | Instituto            | 3                |                  |  |           |             |             |           |              |              |       |  |
|  |                            |                  |                     | Instituto            | 3                |                  |  |           |             |             |           |              |              |       |  |
|  |                            |                  | Unión San Guillermo | 1                    |                  |                  |  |           |             |             |           |              |              |       |  |
|  | Unión San Guillermo        | 3                | Unión San Guillermo | 1                    |                  |                  |  |           |             |             |           |              |              |       |  |
|  | Unión San Guillermo        | 3                |                     |                      |                  |                  |  |           |             |             |           |              |              |       |  |
|  | Echagüe                    | 2                |                     |                      |                  |                  |  |           |             |             |           |              |              |       |  |
|  | Echagüe                    | 2                |                     |                      |                  |                  |  |           |             |             |           | Instituto    | 0            |       |  |
|  |                            |                  |                     |                      |                  |                  |  |           |             |             |           | Instituto    | 0            |       |  |
|  |                            |                  | Normal 3            | 3                    |                  |                  |  |           |             |             |           |              |              |       |  |
|  | San Martin de Porres       | 3                | Normal 3            | 3                    |                  |                  |  |           |             |             |           |              |              |       |  |
|  | San Martin de Porres       | 3                |                     |                      |                  |                  |  |           |             |             |           |              |              |       |  |
|  | Municipalidad San Carlos   | 0                |                     |                      |                  |                  |  |           |             |             |           |              |              |       |  |
|  | Municipalidad San Carlos   | 0                |                     | San Martín de Porres | 2                |                  |  |           |             |             |           |              |              |       |  |
|  |                            |                  |                     | San Martín de Porres | 2                |                  |  |           |             |             |           |              |              |       |  |
|  |                            |                  | Club Bell           | 3                    |                  |                  |  |           |             |             |           |              |              |       |  |
|  | Club Bell                  | 3                | Club Bell           | 3                    |                  |                  |  |           |             |             |           |              |              |       |  |
|  | Club Bell                  | 3                |                     |                      |                  |                  |  |           |             |             |           |              |              |       |  |
|  | Ateneo Mariano Moreno      | 1                |                     |                      |                  |                  |  |           |             |             |           |              |              |       |  |
|  | Ateneo Mariano Moreno      | 1                |                     |                      |                  |                  |  | Club Bell | 0           |             |           |              |              |       |  |
|  |                            |                  |                     |                      |                  |                  |  | Club Bell | 0           |             |           |              |              |       |  |
|  |                            |                  | Normal 3            | 3                    |                  |                  |  |           |             |             |           |              |              |       |  |
|  | Normal 3                   | 3                | Normal 3            | 3                    |                  |                  |  |           |             |             |           |              |              |       |  |
|  | Normal 3                   | 3                |                     |                      |                  |                  |  |           |             |             |           |              |              |       |  |
|  | Club Universitario Córdoba | 0                |                     |                      |                  |                  |  |           |             |             |           |              |              |       |  |
|  | Club Universitario Córdoba | 0                |                     | Normal 3             | 3                |                  |  |           |             |             |           | Tercer lugar | Tercer lugar |       |  |
|  |                            |                  |                     | Normal 3             | 3                |                  |  |           |             |             |           | Tercer lugar | Tercer lugar |       |  |
|  |                            |                  | Salta Voley         | 0                    |                  |                  |  |           |             |             |           |              |              |       |  |
|  | Salta Voley                | 3                | Salta Voley         | 0                    |                  |                  |  |           |             |             | Club Bell | 3            |              |       |  |
|  | Salta Voley                | 3                |                     |                      |                  |                  |  |           |             |             | Club Bell | 3            |              |       |  |
|  | C.A. San Isidro            | 1                |                     |                      |                  |                  |  |           |             |             |           |              | Unión SF     | 0     |  |
|  | C.A. San Isidro            | 1                |                     |                      |                  |                  |  |           |             |             |           |              | Unión SF     | 0     |  |
|  |                            |                  |                     |                      |                  |                  |  |           |             |             |           |              |              |       |  |

### Resultados

#### Octavos de final
| 08/02/2024 - 09:00 | La Armonia | 1 - 3   | Bahiense del Norte | C.A.Villa Dora Cancha 1, Santa Fe |  |
|                    |            | Reporte |                    |                                   |  |

| 08/02/2024 - 09:00 | Club Atlético Unión | 3 - 1   | Gimnasia y Tiro de Salta | C.A.Villa Dora Cancha 2, Santa Fe |  |
|                    |                     | Reporte |                          |                                   |  |

| 08/02/2024 - 10:30 | Instituto | 3 - 1   | San Martin de Mendoza | C.A.Villa Dora Cancha 1, Santa Fe |  |
|                    |           | Reporte |                       |                                   |  |

| 08/02/2024 - 10:30 | Unión San Guillermo | 3 - 2   | Echagüe | C.A.Villa Dora Cancha 2, Santa Fe |  |
|                    |                     | Reporte |         |                                   |  |

| 08/02/2024 - 18:00 | San Martin de Porres | 3 - 0   | Muni. San Carlos (Mendoza) | C.A.Villa Dora Cancha 1, Santa Fe |  |
|                    |                      | Reporte |                            |                                   |  |

| 08/02/2024 - 18:00 | C.A. y B. Bell | 3 - 1   | Ateneo Mariano Moreno | C.A.Villa Dora Cancha 2, Santa Fe |  |
|                    |                | Reporte |                       |                                   |  |

| 08/02/2024 - 19:30 | Escuela Normal N°3 | 3 - 0   | Club Universitario Córdoba | C.A.Villa Dora Cancha 1, Santa Fe |  |
|                    |                    | Reporte |                            |                                   |  |

| 08/02/2024 - 19:30 | Salta Vóley | 3 - 1   | C. A. San Isidro | C.A.Villa Dora Cancha 2, Santa Fe |  |
|                    |             | Reporte |                  |                                   |  |

#### Cuartos de final
| 09/02/2024 - 18:00 | Bahiense del Norte | 0 - 3                         | Club Atlético Unión | C.A.Villa Dora Cancha 1, Santa Fe |  |
|                    |                    | ( 22/25 18/25 19/25 ) Reporte |                     |                                   |  |

| 09/02/2024 - 18:00 | Instituto (Córdoba) | 3 - 1   | Unión San Guillermo | C.A.Villa Dora Cancha 2, Santa Fe |  |
|                    |                     | Reporte |                     |                                   |  |

| 09/02/2024 - 19:30 | San Martin de Porres | 2 - 3   | C.A. y B. Bell | C.A.Villa Dora Cancha 1, Santa Fe |  |
|                    |                      | Reporte |                |                                   |  |

| 09/02/2024 - 19:30 | Escuela Normal N°3 | 3 - 0   | Salta Vóley | C.A.Villa Dora Cancha 2, Santa Fe |  |
|                    |                    | Reporte |             |                                   |  |

#### Semifinales por el 5/8.º puesto
| 10/02/2024 - 18:00 | Bahiense del Norte | 3 - 0   | Unión San Guillermo | C.A.Villa Dora Cancha 2, Santa Fe |  |
|                    |                    | Reporte |                     |                                   |  |

| 10/02/2024 - 19:30 | San Martin de Porres | 1 - 3   | Salta Vóley | C.A.Villa Dora Cancha 2, Santa Fe |  |
|                    |                      | Reporte |             |                                   |  |

#### Partido por el 7.º puesto
| 11/02/2024 - 15:00 | Unión San Guillermo | 1 - 3   | San Martin de Porres | Club Banco Provincial, Santa Fe |  |
|                    |                     | Reporte |                      |                                 |  |

#### Partido por el 5.º puesto
| 11/02/2024 - 15:00 | Bahiense del Norte | 3 - 1   | Salta Vóley | C.A.Villa Dora Cancha 2, Santa Fe |  |
|                    |                    | Reporte |             |                                   |  |

#### Semifinales
| 10/02/2024 - 18:00 | Club Atlético Unión | 0 - 3   | Instituto (Córdoba) | C.A.Villa Dora Cancha 1, Santa Fe |  |
|                    |                     | Reporte |                     |                                   |  |

| 10/02/2024 - 20:00 | C.A. y B. Bell | 0 - 3   | Escuela Normal N°3 | C.A.Villa Dora Cancha 1, Santa Fe |  |
|                    |                | Reporte |                    |                                   |  |

#### Partido por el 3.º puesto
| 11/02/2024 - 15:00 | Club Atlético Unión | 0 - 3                         | C.A. y B. Bell | C.A.Villa Dora Cancha 1, Santa Fe |  |
|                    |                     | ( 21/25 21/25 17/25 ) Reporte |                |                                   |  |

#### Final
| 11/02/2024 - 18:00 | Escuela Normal N°3 | 3 - 0                         | Instituto (Córdoba) | C.A.Villa Dora Cancha 1, Santa Fe |  |
|                    |                    | ( 25/20 25/23 28/26 ) Reporte |                     |                                   |  |

## Posiciones finales
| 1  | Escuela Normal N.º 3        |
| 2  | Instituto (Córdoba)         |
| 3  | Club Bell                   |
| 4  | Unión (Santa Fe)            |
| 5  | Bahiense del Norte          |
| 6  | Salta Voley                 |
| 7  | San Martín de Porres        |
| 8  | San Guillermo               |
| 9  | La Armonía                  |
| 10 | Universitario de Córdoba    |
| 11 | Ateneo Catamarca            |
| 12 | Echagüe                     |
| 13 | San Isidro                  |
| 14 | San Martín (Mendoza)        |
| 15 | Gimnasia y Tiro Salta       |
| 16 | San Carlos                  |
| 17 | Brujas (Misiones)           |
| 18 | Liniers (Bahía Blanca)      |
| 19 | Selección Argentina Juvenil |
| 20 | San Jorge                   |
| 21 | Amigos de Laprida           |

|  |                                     |
|  | Clasificados a Liga Argentina 2025. |

Fuente: FeVA